# Dixa zeylanica
Dixa zeylanica är en tvåvingeart som beskrevs av Senior-white 1924. Dixa zeylanica ingår i släktet Dixa och familjen u-myggor. Inga underarter finns listade i Catalogue of Life.